# جهت‌یابی رادیویی

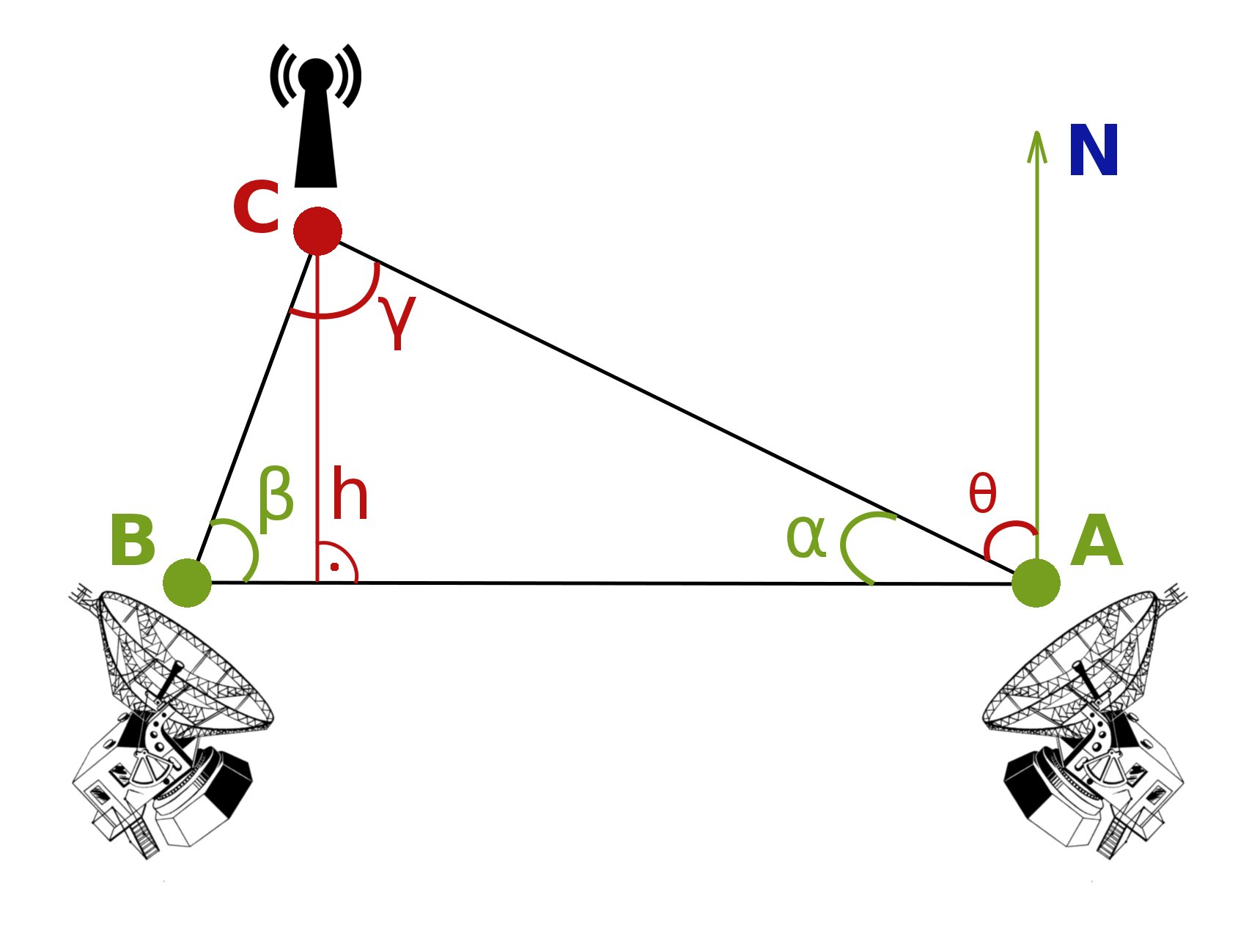
شمای مثلثات رادیویی

منظور از جهت‌یابی رادیویی (به انگلیسی: Radio direction finding) اندازه‌گیری جهت بر اساس انتقال سیگنال دریافتی است که می‌تواند رادیویی یا انواع دیگر ارتباطات بی‌سیم باشد. با استفاده از ترکیب اطلاعات مکانی دو یا چند گیرنده رادیویی (یا یک گیرنده سیگنال موبایل)، فرستنده سیگنال که می‌تواند در فضا باشد با استفاده از مثلث‌سازی مکان مورد نظر را تشخیص می دهد. این نوع مکان‌یابی در عملیات امداد و نجات و ردیابی گونه‌های جانوری بسیار کاربرد دارد. 